# Berta di Rheinfelden
Berta di Rheinfelden, chiamata anche Berta di Bregenz, (1065 – dopo il 1128) contessa di Kellmünz, era figlia di Rodolfo di Rheinfelden e moglie di Ulrico X di Bregenz.

## Biografia
Berta era una figlia di Rodolfo di Rheinfelden e Adelaide di Savoia (figlia a sua volta di Adelaide di Torino). Sua sorella, Adelaide di Rheinfelden, era sposata con Ladislao I d'Ungheria, sovrano d'Ungheria. Il marito di Berta era Ulrico X, conte di Bregenz († 1097). Secondo la Cronaca di Petershausen, Ulrico fu promesso sposo a una figlia del conte Guarniero d'Asburgo, ma di nascosto si accordò per sposare Berta.
Berta ereditò delle proprietà nella regione di Schluchsee. Possedeva tre (dei sette) benefici secolari del monastero di Marchtal: questa proprietà, che originariamente apparteneva a Ermanno II di Svevia, probabilmente entrarono in possesso del padre di Berta, Rodolfo, attraverso il suo primo matrimonio con Matilde di Franconia, figlia dell'imperatore Enrico III e dell'imperatrice Agnese. Berta ereditò anche la chiesa di Sargans, che donò al monastero di Mehrerau, che lei e suo marito, Ulrico, rifondarono attorno al 1097. Oltre a Mehrerau, Berta era anche un patrono (benefactrix) del monastero di Isny. Tramite suo marito, Ulrico, Berta fu anche associata al monastero di Petershausen. Dopo la morte di Ulrico in un incidente di caccia nel 1097, Berta e i suoi figli (Rodolfo e Ulrico XI) restaurarono proprietà a Bigenhausen a Petershausen per il bene dell'anima di suo marito. Attorno al 1122 Berta intercettò, per conto dei fratelli laici di Petershausen, chi aveva attaccato violentemente il cantiere del monastero. L'intervento di Berta assicurò che fossero ricevuti nel monastero.
Dopo la morte di Ulrico X, la sua dinastia (la dinastia di Bregenz) entrò in conflitto con le dinastie Welfen e Kirchberg per le proprietà di Linzgau, Alpgau e Alta Rezia. Secondo un racconto, Berta "combatté virilmente" (virilter pugnavit) alla battaglia di Jedesheim (gennaio 1108 o 1109), durante la quale le forze di Rodolfo di Bregenz furono sconfitte dal conte Hartmann di Kirchberg.
Berta morì qualche tempo dopo il 1128 e fu sepolta nell'abbazia di Mehrerau.

## Figli
Con Ulrico, Berta ebbe i seguenti figli:
- Adelaide († 28 giugno 1168), che sposò Ulrico, conte di Ramsperg e Hegau (DC1155);[11]
- Rodolfo I, conte di Bregenz;
- Ulrico;
- Enrico di Kellmünz († 1128).

## Ascendenza
|                      |                      |                      | Genitori             |  |  | Nonni |  |  | Bisnonni |  |  | Trisnonni |  |
|                      |                      |                      |                      |  |  |       |  |  | …        |  |  | …         |  |
|                      |                      |                      |                      |  |  |       |  |  | …        |  |  | …         |  |
|                      |                      | …                    |                      |  |  |       |  |  | …        |  |  |           |  |
| Kuno di Rheinfelden  |                      |                      |                      |  |  |       |  |  | …        |  |  |           |  |
|                      |                      | …                    | …                    |  |  |       |  |  |          |  |  |           |  |
|                      |                      | …                    | …                    |  |  |       |  |  |          |  |  |           |  |
|                      |                      | …                    | …                    |  |  |       |  |  |          |  |  |           |  |
| Rodolfo di Svevia    |                      | …                    |                      |  |  |       |  |  |          |  |  |           |  |
|                      |                      | …                    | …                    |  |  |       |  |  |          |  |  |           |  |
|                      |                      | …                    | …                    |  |  |       |  |  |          |  |  |           |  |
|                      |                      | …                    | …                    |  |  |       |  |  |          |  |  |           |  |
| …                    |                      | …                    |                      |  |  |       |  |  |          |  |  |           |  |
|                      |                      | …                    | …                    |  |  |       |  |  |          |  |  |           |  |
|                      |                      | …                    | …                    |  |  |       |  |  |          |  |  |           |  |
|                      |                      | …                    | …                    |  |  |       |  |  |          |  |  |           |  |
| Berta di Rheinfelden |                      | …                    |                      |  |  |       |  |  |          |  |  |           |  |
|                      | Umberto I Biancamano | …                    |                      |  |  |       |  |  |          |  |  |           |  |
|                      | Umberto I Biancamano | …                    |                      |  |  |       |  |  |          |  |  |           |  |
|                      | Umberto I Biancamano | …                    |                      |  |  |       |  |  |          |  |  |           |  |
| Oddone di Savoia     | Umberto I Biancamano |                      |                      |  |  |       |  |  |          |  |  |           |  |
|                      |                      | Ancilla d'Aosta      | …                    |  |  |       |  |  |          |  |  |           |  |
|                      |                      | Ancilla d'Aosta      | …                    |  |  |       |  |  |          |  |  |           |  |
|                      |                      | Ancilla d'Aosta      | …                    |  |  |       |  |  |          |  |  |           |  |
| Adelaide di Savoia   |                      | Ancilla d'Aosta      |                      |  |  |       |  |  |          |  |  |           |  |
|                      |                      | Olderico Manfredi II | Olderico Manfredi I  |  |  |       |  |  |          |  |  |           |  |
|                      |                      | Olderico Manfredi II | Olderico Manfredi I  |  |  |       |  |  |          |  |  |           |  |
|                      |                      | Olderico Manfredi II | Prangarda di Canossa |  |  |       |  |  |          |  |  |           |  |
| Adelaide di Susa     |                      | Olderico Manfredi II |                      |  |  |       |  |  |          |  |  |           |  |
|                      |                      | Berta di Milano      | …                    |  |  |       |  |  |          |  |  |           |  |
|                      |                      | Berta di Milano      | …                    |  |  |       |  |  |          |  |  |           |  |
|                      |                      | Berta di Milano      | …                    |  |  |       |  |  |          |  |  |           |  |
|                      |                      | Berta di Milano      |                      |  |  |       |  |  |          |  |  |           |  |